# Saint-Maurice-Saint-Germain
 Saint-Maurice-Saint-Germain  là một xã của tỉnh Eure-et-Loir, thuộc vùng Centre-Val de Loire, miền bắc nước Pháp.